# 竹田理琴乃
竹田 理琴乃 （たけだ りこの、1993年 - ）は、日本のクラシック音楽のピアニスト。

## 略歴
1993年生まれ。石川県出身。ポーランド国立ショパン音楽大学を首席で卒業。京都市立芸術大学大学院音楽研究科修士課程を首席で修了、大学院市長賞受賞。12歳で（公財）石川県音楽文化振興事業団主催による初リサイタル以降、数多くのリサイタルを行う他、迎賓館赤坂離宮エラールピアノ、ショパン・フェスティバルin表参道、いしかわ・金沢 風と緑の楽都音楽祭、宮崎国際音楽祭など多数のコンサートやNHK－FM「リサイタル・パッシオ」に出演。これまでにソリストとして東京交響楽団、オーケストラ・アンサンブル金沢、ポーランドクラクフ室内管弦楽団、ベイラス・フィルハーモニック・オーケストラ等と共演。東海林也令子、戸崎由香、江口文子、チュンモ・カン、上野 真、ピオトル・パレチニの各氏に師事。

## 受賞歴
- 全日本学生音楽コンクール全国大会第58回小学校の部第1位併せて野村賞、毎日小学生新聞賞、都築音楽賞。第62回中学校の部第3位。第64回高校の部第1位併せて野村賞、井口愛子賞、日本放送協会賞。
- 第17回、第18回ショパン国際ピアノコンクール(ポーランド)ディプロマ。
- 第82回日本音楽コンクール第3位。
- 第93回日本音楽コンクール第1位。
- 第2回いしかわ国際ピアノコンクール大学・一般の部金賞、聴衆賞。
- 第28回宝塚ベガ音楽コンクール第1位、兵庫県知事賞、会場審査員特別賞。
- The10th’Youngsters Interpret Chopin’ Competition in Konin(ポーランド)第1位。
- ショパン国際ピアノコンクール in ASIA アジア大会 2007年第8回コンチェルトB部門金賞、2008年第9回コンチェルトC部門銀賞。